# Xenia antarctica
Xenia antarctica is een zachte koraalsoort uit de familie Xeniidae. De koraalsoort komt uit het geslacht Xenia. Xenia antarctica werd in 1902 voor het eerst wetenschappelijk beschreven door Kükenthal. 